# Reburrus peninsularis
Reburrus peninsularis là một loài ruồi trong họ Asilidae. Reburrus peninsularis được Daniels miêu tả năm 1987. Loài này phân bố ở miền Australasia.